# Getting Away with Murder (canção)
"Getting Away with Murder" é o primeiro single lançado por Papa Roach, do seu terceiro álbum, Getting Away with Murder. Foi lançado em 23 de agosto de 2004.
A música foi inclusa no jogo MX vs. ATV Unleashed, além de uma versão remix da canção chamada "Getting Away with... (Gran Turismo 4 Vrenna/Walsh Remix)" feita especialmente para o jogo Gran Turismo 4.

## Faixas
| N.º | Título                                      | Duração |  |
| 1.  | "Getting Away with Murder"                  |         |  |
| 2.  | "Harder Than a Coffin Nail"                 |         |  |
| 3.  | "Anxiety" (participação de Black Eyed Peas) |         |  |
| 4.  | "Getting Away with Murder" (Video)          |         |  |
| 5.  | "The Chronicles of Riddick" (Trailer)       |         |  |

## Posições nas paradas musicais
| País - Parada Musical (2004)            | Melhor posição |
| --------------------------------------- | -------------- |
| Alemanha - Germany Top 100 Singles      | 38             |
| Áustria - Ö3 Austria Top 40             | 28             |
| Estados Unidos - Billboard Hot 100      | 69             |
| Estados Unidos - Mainstream Rock Tracks | 2              |
| Estados Unidos - Modern Rock Tracks     | 4              |
| Países Baixos - MegaCharts              | 89             |
| Reino Unido - UK Singles Chart          | 45             |